# I’m a Rebel
Az I’m a Rebel az Accept német heavy metal/power metal együttes második albuma. Az 1980-ban megjelent album volt az első azon három lemez közül, melyeknek Dirk Steffens volt a producere. Az Accept tovább kutat a zenei iránya után, miközben kipróbál egy, a debütálásánál kereskedelmibb hangot. Peter Baltes basszusgitáros még egyszer énekel a lassabb No Time to Lose és a The King című számokban.
A címadó dalt George Alexandertől kölcsönözték, ami Alex Young álneve, aki az AC/DC producere és zenésze George Young, valamint az AC/DC gitárosai Angus Young és Malcolm Young bátyja. Wolf Hoffmann gitáros úgy emlékezett, hogy azokkal a körülményekkel dolgoztak az Accepttel, amik Alex Youngot vezették: Az Accept érintett volt a produceren keresztül. Az első felvétel után mindenki azt mondta, hogy rádiós slágerünk lesz. „Srácok, nektek szükségetek van egy rádiós slágerra, és nekünk csak ez a dalunk van nektek. Miért nem próbáljátok ki ezt?”  A dal az együttes első videóklipjének az alapja lett.
Udo Dirkschneider szerint „ez az album nem volt túl ihletett. Néhány sikertelen kísérlet miatt gondolom ezt, az együttes még nem volt túl szilárd és a zenei identitásunk még felfedezésre várt.”  Nem hibáztat senkit, mert „túl sok ember volt, aki megpróbálta manipulálni az együttest, éppen úgy, mint az első albumon.”  Az Accept eltökélté vált, hogy megoldja ezeket a hiányosságokat a következő, Breaker című albumukon.
Az I’m a Rebel a Logo Records által az Egyesült Királyságban a Passport által, pedig az Egyesült Államokban is megjelent. Ezeken a nemzetközi kiadások kardmarkolatot festettek a borítóra, és azon még azonosíthatóbban jelent meg a „heavy metal” kép, mint a német kiadásokon. A Passport verzió az albumot egyszerűen elnevezte Acceptnak, ahogy az együttes 1979-es debütáló albumát, amit nem adtak ki Amerikában.

## Az album dalai
| #  | Cím                   | Szerző(k)             | Hossz |
| -- | --------------------- | --------------------- | ----- |
| 1. | I'm a Rebel           | George Alexander      | 3:57  |
| 2. | Save Us               | Accept                | 4:33  |
| 3. | No Time to Lose       | Accept, Dirk Steffens | 4:35  |
| 4. | Thunder and Lightning | Accept                | 4:01  |
| 5. | China Lady            | Accept, Steffens      | 3:56  |
| 6. | I Wanna Be No Hero    | Accept, Steffens      | 4:00  |
| 7. | The King              | Accept, Steffens      | 4:10  |
| 8. | Do It                 | Accept                | 4:11  |

## Közreműködők
- Udo Dirkschneider – ének
- Wolf Hoffmann – gitár
- Jörg Fischer – gitár
- Peter Baltes – basszusgitár
- Stefan Kaufmann – dob

## Videóklip
- I'm a rebel

## Külső hivatkozások
- dalszövegek